# Iramuteq (logiciel)
IRaMuTeQ (pour « Interface de R pour les Analyses Multidimensionnelles de Textes et de Questionnaires ») est un logiciel libre et ouvert d'analyse de données textuelles ou de statistique textuelle qui fonctionne en interface avec le langage R.
Le logiciel IRaMuTeQ permet de faire des analyses statistiques sur des corpus de textes et sur des tableaux individus/caractères, en s'appuyant sur la méthode de classification de Max Reinert, (classification hiérarchique descendante sur un tableau croisant les formes pleines et des segments de texte). 
En 2015, IRaMuTeQ est utilisé par Cécile Alduy et Stéphane Wahnich pour construire l'ouvrage Marine Le Pen prise aux mots. Décryptage du nouveau discours frontiste. La même année, Michel Quinon et Arnaud Saint-Martin se servent du logiciel pour analyser un canular sociologique et vérifier la proximité lexicale du faux article avec les autres articles de la revue. 
IRaMuTeQ repose sur le langage libre R et le langage Python. Développé au sein du Laboratoire d’études et de recherches appliquées en sciences sociales (LÉRASS, Université de Toulouse) et soutenu par le LabEx « Structuration des mondes sociaux », il est distribué sous licence GNU GPL v2. Il est une alternative au logiciel propriétaire Alceste. 